# Valérie von Martens

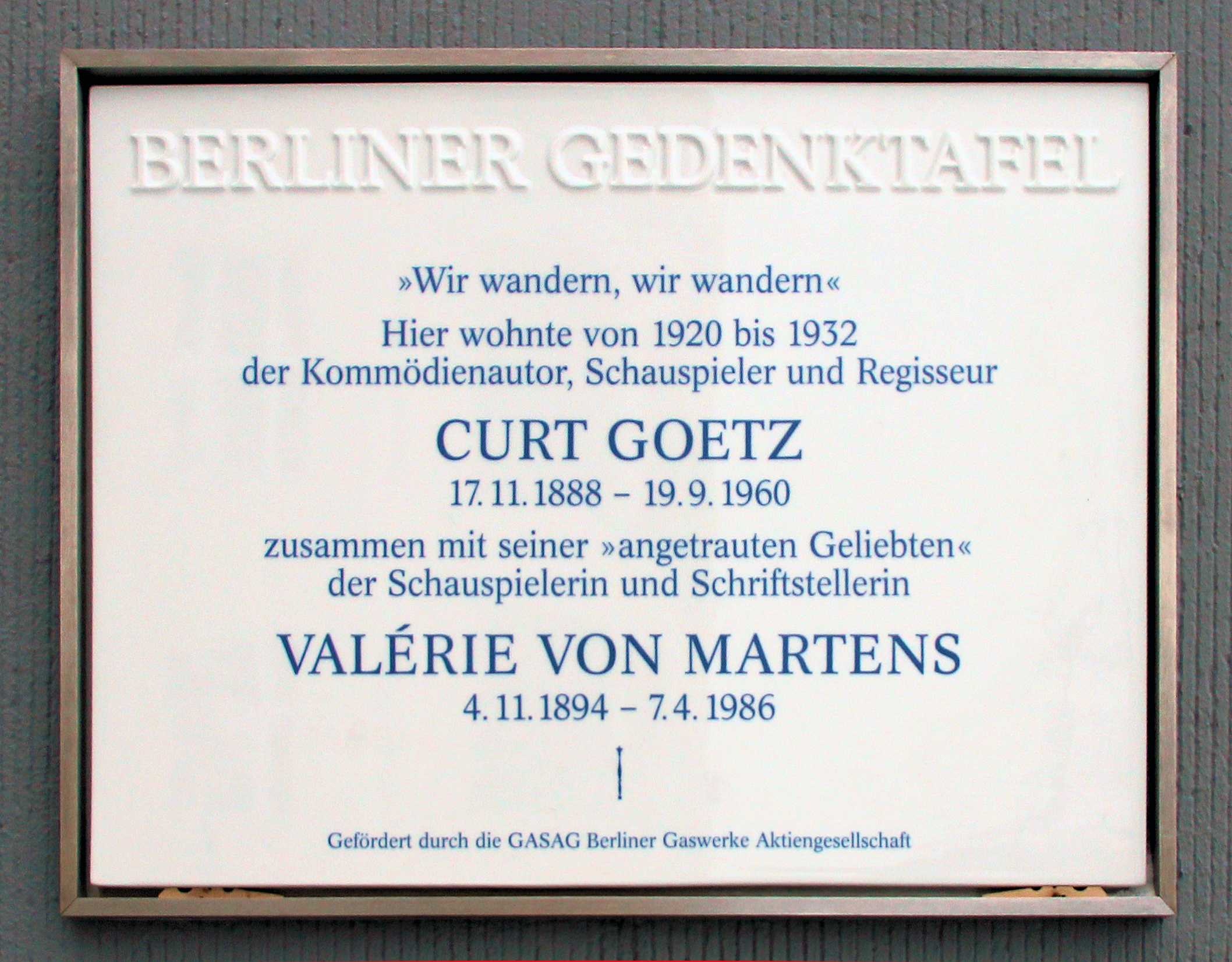
Berliner Gedenktafel am Haus Fredericiastraße 1, in Berlin-Westend

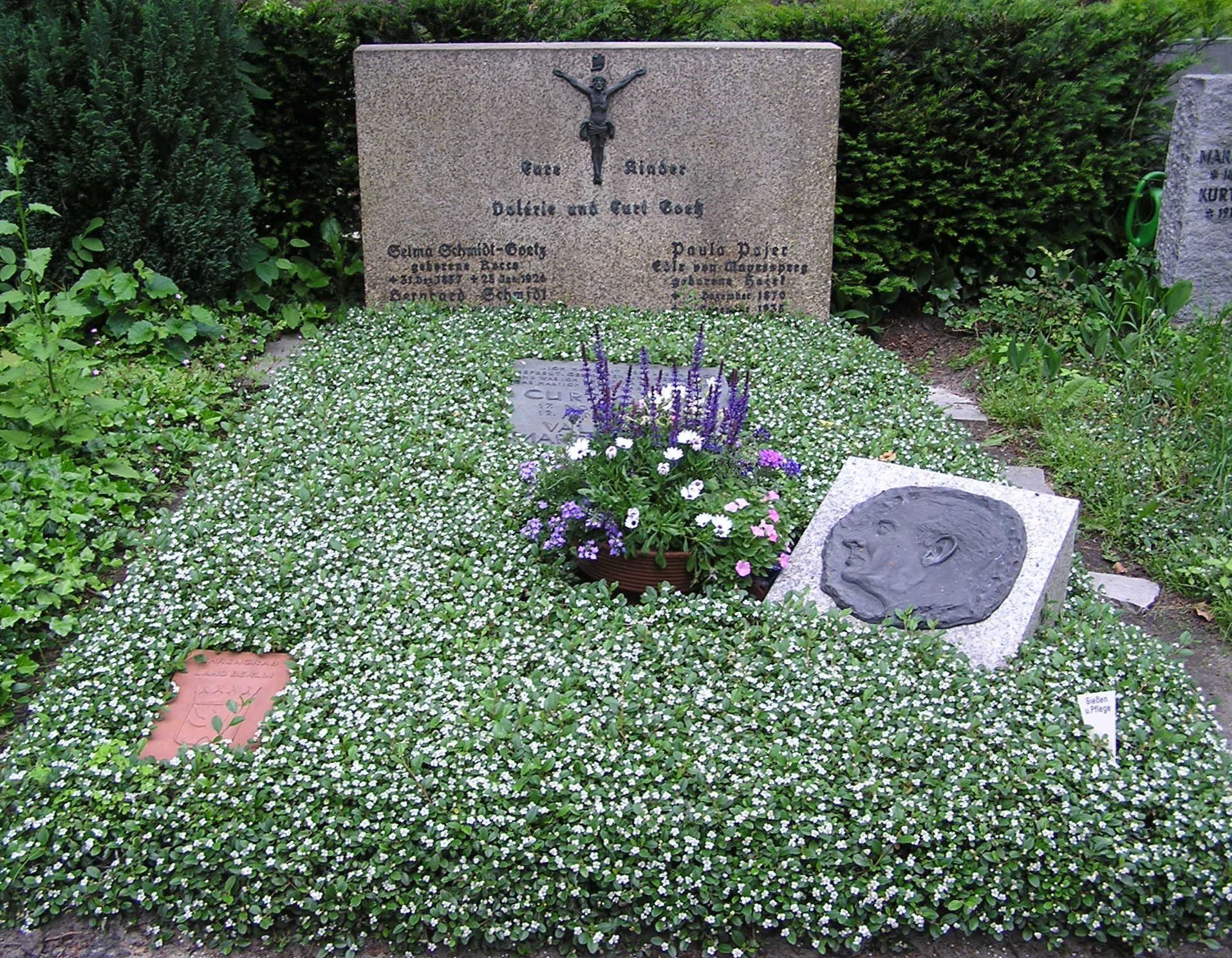
Grab von Valérie von Martens auf dem Friedhof Heerstraße in Berlin-Westend

Valérie von Martens, gebürtige Valérie Adele Rudolfine Maria Pajér Edle von Mayersperg, verehelichte  Valérie von Martens-Goetz (* 4. November 1894 in Lienz, Österreich-Ungarn; † 7. April 1986 in Riehen, Schweiz) war eine österreichisch-Schweizer Schauspielerin.

## Leben
Valérie von Martens war die Tochter des österreichischen Admirals Rudolf Pajér Edler von Mayersperg. Mit dem Adelsaufhebungsgesetz 1919 verlor sie ihre adligen Namensbestandteile. Sie wurde 1923 durch ihre Ehe zur Schweizerin.
Sie besuchte die Klosterschule Notre Dame de Sion. Auf einer Kunstschule machte sie eine Ausbildung zur Buchbinderin. 1913/14 und 1915/16 studierte sie in Wien an der Akademie für Musik und Darstellende Kunst. Ab 1916 hatte sie verschiedene Engagements als Schauspielerin in Wien. Sie hatte eine Beziehung zum Wiener Kabarettisten Karl Farkas. 
Sie war nach der Heirat mit Curt Goetz am 20. Dezember 1923 mit ihrem Mann in seinen Stücken auf der Bühne in Berlin und im Film zu sehen. Sie emigrierten 1939 in die USA, wo ihr eine Fortsetzung der Theatertätigkeit nicht gelang, statt dessen schlugen sie sich mit dem Betrieb einer Hühnerfarm durch. Ab 1946 traten sie wieder in der Schweiz und in der Bundesrepublik auf. 
Nach Götz' Tod betreute sie sein Werk. Sie gehörte 1977 zu den Gründungsmitgliedern des P.E.N.-Club Liechtenstein.
Sie stiftete 1985 zu Curt Goetz’ 25. Todestag den Curt-Goetz-Ring für Personen, die das Werk von Goetz fortsetzen, indem sie „den leichten Ton der Komödie mit Intelligenz und einer humanistischen Grundhaltung verbinden“.
Valérie von Martens starb im April 1986 im Alter von 91 Jahren in Riehen in der Schweiz. Ihr Grab befindet sich auf dem landeseigenen Friedhof Heerstraße in Berlin-Westend (Grablage: 18-G-11/12). Sie ruht dort an der Seite ihres 1960 verstorbenen Mannes Curt Goetz. Die Grabstätte ist seit 1984 zu Ehren von Curt Goetz als Ehrengrab des Landes Berlin gewidmet.

## Werk
- Die Verwandlung des Peterhans von Binningen (= Memoiren. Bd. 2). Deutsche Verlags-Anstalt, Stuttgart 1962. (Platz 1 der Spiegel-Bestsellerliste vom 11. April bis zum 8. Mai 1962)
  - Skript, von Curt Goetz vorbereitet
- Wir wandern, wir wandern … (= Memoiren. Bd. 3). Deutsche Verlags-Anstalt, Stuttgart 1963.
  - Erinnerungen an Curt Goetz
- Die wunderbare und spannende Geschichte des Herrn Blau. Rowohlt, Reinbek bei Hamburg 1965.
  - Herausgeberin
- Das große Curt-Goetz-Album. Bilder eines Lebens. Deutsche Verlags-Anstalt, Stuttgart 1968.
- Curt's Geschichten. Kurzgeschichten von und über Curt Goetz. Deutsche Verlags-Anstalt, Stuttgart 1972, ISBN 3-421-01581-3.

## Filmografie
- 1917: Fekete gyémántok
- 1921: Im Banne der Kralle
- 1922: Der Taugenichts
- 1937: Land der Liebe
- 1938: Napoleon ist an allem schuld
- 1950: Frauenarzt Dr. Prätorius
- 1951: Das Haus in Montevideo
- 1953: Hokuspokus
- 1958: Alte Möbel (TV)
- 1968: Herbst (TV)
- 1969: Die Kommode (TV)
- 1981: Ingeborg (TV)